# Fridolins sällsamma äventyr
Fridolins sällsamma äventyr är en tysk komedifilm från 1948 i regi av Wolfgang Staudte. Den producerades av östtyska filmbolaget DEFA och är en satir över tysk byråkrati. Filmen är en nyversion av Staudtes Der Mann, dem man den Namen stahl från 1944 som då förbjöds att ha premiär och som han själv antog förlorad. Den svenska premiären skedde i TV 1959.

## Rollista
- Axel von Ambesser - Fridolin Biedermann
- Ilse Petri - Marlen Weber
- Hubert von Meyerinck - den andre Biedermann
- Ruth Lommel - Elvira Sauer
- Joachim Teege - Heini Bock
- Franz Stein
- Paul Henckels
- Arno Paulsen
- Aribert Wäscher
- Ernst Legal